# Viola funesta
Viola funesta är en violväxtart som beskrevs av C. Richt.. Viola funesta ingår i släktet violer, och familjen violväxter. Inga underarter finns listade i Catalogue of Life.